# Daniel Roebuck
Daniel James Roebuck, född 4 mars 1963 i Bethlehem i Pennsylvania, är en amerikansk skådespelare och manusförfattare. Bland hans roller märks Robert Biggs i Jagad (1993) och U.S. Marshals (1998) och Mr. Banks i Agent Cody Banks (2003) och Agent Cody Banks 2: Destination London (2004). Han har även medverkat i filmerna The Devil's Rejects (2005), Halloween (2007), Halloween II (2009), 3 från helvetet (2019), The Munsters (2022), Bubba Ho-tep (2002) och John Dies at the End (2012).
Daniel Roebuck är inom TV-branschen mest känd för rollerna som Cliff Lewis i Matlock (1987–1995), och Dr. Leslie Arzt i Lost (2005–2010). Han har även agerat som röstskådespelare och gjort rösten till Gary Finkel i Dead Rising 3 och Greez Dritus i Star Wars Jedi: Fallen Order och Star Wars Jedi: Survivor.

## Filmografi (i urval)

### Filmer
- 1985 – Cavegirl
- 1986 – Vid flodens strand
- 1987 – Dudes
- 1987 – Project X – Topphemligt
- 1989 – Brott i olag
- 1993 – Jagad
- 1997 – Money Talks
- 1998 – U.S. Marshals
- 2000 – Final Destination
- 2000 – Femlingar
- 2002 – We Were Soldiers
- 2002 – Bubba Ho-tep
- 2003 – Agent Cody Banks
- 2004 – Agent Cody Banks 2: Destination London
- 2005 – The Devil's Rejects
- 2007 – Halloween
- 2008 – Flash of Genius
- 2009 – Halloween II
- 2011 – That's What I Am
- 2012 – John Dies at the End
- 2013 – Compound Fracture
- 2015 – Soaked in Bleach
- 2016 – 31
- 2019 – 3 från helvetet
- 2022 – The Munsters[1]
- 2024 – Terrifier 3[2]

### TV-serier
- 1987–1995 – Matlock (TV-serie)
- 1991 – Star Trek: The Next Generation (TV-serie)
- 1992 – Quantum Leap (TV-serie)
- 1996 – Nash Bridges (TV-serie)
- 1996 – Lois & Clark (TV-serie)
- 1997 – Kameleonten (TV-serie)
- 1998 – Hämnd AB (TV-serie)
- 1999 – Kungen av Queens (TV-serie)
- 2002 – På spaning i New York (TV-serie)
- 2003 – Cityakuten (TV-serie)
- 2005 – I lagens namn (TV-serie)
- 2005 – Monk (TV-serie)
- 2005–2010 – Lost (TV-serie)
- 2006 – NCIS (TV-serie)
- 2006 – Boston Legal (TV-serie)
- 2007 – Brottskod: Försvunnen (TV-serie)
- 2008 – Bones (TV-serie)
- 2009–2010 – Sonnys chans (TV-serie)
- 2009 – Magi på Waverly Place (TV-serie)
- 2009 – Dark Blue (TV-serie)
- 2010–2012 – Glee (TV-serie)
- 2011–2015 – Grimm (TV-serie)
- 2012 – Weeds (TV-serie)
- 2012 – Castle (TV-serie)
- 2015 – Agents of S.H.I.E.L.D. (TV-serie)
- 2015–2016 – Mannen i det höga slottet (TV-serie)
- 2016 – Criminal Minds (TV-serie)
- 2018–2024 – 9-1-1 (TV-serie)